# Alexandra Maccabeus
Alexandra Maccabeus, död 28 f.Kr., var en hasmoneisk prinsessa. 
Hon var dotter till kung Hyrcanus II. Hon var mor till Mariamne och därmed svärmor till Herodes den store. När Herodes avrättade Mariamne försökte Alexandra, som medlem av den förra hasmoneiska dynastin, störta sin svärson och gripa makten genom en statskupp, men misslyckades och blev avrättad. 